# 宝塚歌劇団55期生
宝塚歌劇団55期生（たからづかかげきだん55きせい）とは、1967年（昭和42年）に宝塚音楽学校に入学し、1969年（昭和44年）に卒業。同年、宝塚歌劇団に入団し、『シルクロード』で初舞台を踏んだ60人を指す。

## 一覧
| 芸名       | 読み仮名          | 誕生日   | 出身地               | 出身校               | 芸名の由来                                                           | 愛称                      | 役柄 | 退団年 | 備考                                |
| ---------- | ----------------- | -------- | -------------------- | -------------------- | -------------------------------------------------------------------- | ------------------------- | ---- | ------ | ----------------------------------- |
| 愛みちる   | あい みちる       | 2月22日  | 兵庫県               | 神戸山手高等学校     |                                                                      | セッちゃん                |      | 1974年 |                                     |
| 麻路まりこ | あさじ まりこ     | 12月24日 | 京都府京都市         | 弥栄中学校           |                                                                      | カオルちゃん              |      | 1975年 |                                     |
| 有明淳     | ありあけ じゅん   | 10月8日  | 東京都中央区         | 立教女学院           | 有明海のように 広く大きく 暖かい人間に なるように                    | ニタ                      | 男役 | 1986年 |                                     |
| 郁まさと   | いく まさと       | 7月11日  | 大阪府               | 宣真高等学校         |                                                                      | マリちゃん                | 男役 | 1975年 |                                     |
| 一条ひかる | いちじょう ひかる | 8月21日  | 東京都北区           | 志村高等学校         | 一筋に 光り輝くように                                                | ハセ                      | 男役 | 1979年 |                                     |
| 岡路京     | おかじ きょう     | 11月25日 | 東京都               | 桐朋学園高等学校     |                                                                      | キョウちゃん              |      | 1971年 |                                     |
| 風美圭     | かざみ けい       | 9月20日  | 東京都               | 共立女子学園高等学校 | 風爽やかに 美しく                                                    | ロコ                      |      | 1981年 |                                     |
| 和みちる   | かず みちる       | 3月20日  | 大阪府               | 箕面高等学校         | 「和」は優しく 情けあるようにと、 数が満ちて 一歩一歩 前進するように | カーコ                    |      | 1975年 |                                     |
| 清里友香   | きよさと ゆか     | 4月4日   | 東京都               | 富士見高等学校       |                                                                      | イッチ イッちゃん         |      | 1972年 |                                     |
| 霧里やよい | きりさと やよい   | 3月26日  | 東京都               | 明正高等学校         |                                                                      | ヤヨイちゃん おシバちゃん |      | 1971年 |                                     |
| 紅多香子   | くれない たかこ   | 11月10日 | 大阪府               | 四天王寺学園         |                                                                      | タカ                      |      | 1970年 |                                     |
| 幸木三果   | こうき みか       | 8月21日  | 秋田県               | 中野第十中学校       | 幸福の木に 三つの果実が なるように                                   |                           |      | 1973年 |                                     |
| 小柳真里   | こやなぎ まり     | 7月12日  | 新潟県               | 佼成学園高等学校     |                                                                      | ヤッコちゃん              |      | 1970年 |                                     |
| 沙霧美耶   | さぎり みな       | 3月24日  | 兵庫県               | 愛徳学園             | 文部省唱歌 「冬景色」                                                | クミコ                    |      | 1972年 | 女優、シャンソン歌手                |
| 紫麻かりな | しま かりな       |          |                      |                      |                                                                      |                           |      | 1969年 |                                     |
| 上代有紀   | じょうだい ゆき   | 7月17日  | 東京都               | 東京都立深沢高等学校 |                                                                      | ネコ                      |      | 1973年 |                                     |
| 白たまき   | しろ たまき       | 10月11日 | 大阪府               | 梅花学園高等学校     |                                                                      | スーピーちゃん            |      | 1970年 |                                     |
| 寿々れい子 | すず れいこ       | 6月3日   | 栃木県宇都宮市       | 学習院女子高等科     |                                                                      | キミちゃん                |      | 1988年 |                                     |
| 大湖かつら | だいご かつら     | 7月31日  | 兵庫県西宮市         | 浜脇中学校           | 本名                                                                 | ダイゴ                    |      | 1979年 |                                     |
| 滝のぼる   | たき のぼる       | 4月23日  | 兵庫県               | 芦屋女子学園高等学校 |                                                                      | カジ ケーちゃん           |      | 1971年 |                                     |
| 橘さつき   | たちばな さつき   | 12月20日 | 兵庫県               | 神戸山手高等学校     | 万葉集                                                               | ヨーコ                    |      | 1973年 |                                     |
| 辰見今日子 | たつみ きょうこ   | 7月19日  | 東京都               | 三輪田学園           |                                                                      | ウガイ                    |      | 1971年 |                                     |
| 団美佐緒   | だん みさお       | 10月13日 | 東京都               | 大東学園高等学校     |                                                                      | マリちゃん                |      | 1971年 |                                     |
| 月城千晴   | つきしろ ちはる   | 1月30日  | 京都府京都市中京区   | 銅駝中学校           |                                                                      | カオルちゃん              |      | 1981年 | 日本舞踊・藤間勘清子                |
| 登流栄     | とりゅう さかえ   | 9月16日  | 宮崎県               | 芦原女子高等学校     |                                                                      | カタコ ヤスコ             |      | 1972年 | 妹は登流路                          |
| 長月ひかる | ながづき ひかる   | 3月10日  | 大阪府               | 羽衣学園             |                                                                      | リッちゃん                |      | 1976年 | 姉は長月みちる                      |
| 長月みちる | ながづき みちる   | 8月2日   | 大阪府               | 羽衣学園高等学校     |                                                                      | ナッちゃん ナリちゃん     |      | 1971年 | 妹は長月ひかる                      |
| 渚かほる   | なぎさ かおる     | 2月9日   | 兵庫県               | 甲陵中学校           |                                                                      | キリコ オキリ             |      | 1970年 | 姉は潮洋子・鳳三千代                |
| 捺光路     | なつ こうじ       | 12月2日  | 宮城県               | 尚絅女学院高等学校   |                                                                      | ヌイちゃん                |      | 1971年 |                                     |
| 南海わたり | なみ わたり       | 1月16日  | 大阪府大阪市阿倍野区 | 住吉学園             | 好きな海                                                             | グッピー                  |      | 1975年 |                                     |
| 新草萌     | にいぐさ もえ     | 5月5日   | 茨城県               | 下館第二高等学校     | 万葉集                                                               | きいろ                    |      | 1972年 |                                     |
| 花の井勢津 | はなのい せつ     | 8月4日   | 岡山県               | 岡山県立井原高等学校 |                                                                      | ピンクちゃん              |      | 1969年 |                                     |
| 原亜由美   | はら あゆみ       | 11月2日  | 香川県               | 上野学園高等学校     |                                                                      | マリコ                    |      | 1971年 |                                     |
| 聖磨弥     | ひじり まや       | 6月16日  | 東京都               | 順心女子学園         |                                                                      | マヤ                      |      | 1973年 |                                     |
| 日月三禮   | ひづき みれい     | 5月2日   | 東京都               | 宝仙学園高等学校     |                                                                      | みれ                      |      | 1970年 | 母は桃園ゆみか                      |
| 日本一美   | ひもと かずみ     | 11月18日 | 三重県伊勢市         | 伊勢高等学校         | 出身地・ 伊勢が 「ひのもと」                                         |                           | 男役 | 1971年 |                                     |
| 洋ゆたか   | ひろ ゆたか       | 9月28日  | 岐阜県               | 尼崎市立東高等学校   | 太平洋のように 広く豊かに 成長するように                             | トチ                      | 男役 | 1985年 | 改名後・洋ゆり（ひろ ゆり）         |
| 藤城潤     | ふじしろ じゅん   | 4月10日  | 兵庫県神戸市         | 夙川学院             | 本名                                                                 | ジュンコ                  | 男役 | 1982年 | 日本舞踊・藤間潤二                  |
| 星奈佐和子 | ほしな さわこ     | 10月21日 | 兵庫県神戸市         | 武庫川学院高等学校   |                                                                      | ワコちゃん                |      | 1981年 | シャンソン歌手                      |
| 穂高みのる | ほたか みのる     | 1月1日   | 東京都               | 尼崎市立尼崎高等学校 | 母の故郷に 因む                                                      |                           |      | 1971年 |                                     |
| 舞小雪     | まい こゆき       | 3月27日  | 青森県東津軽郡       | 青森中央高等学校     | 北国の小雪が 風に舞い踊る                                            | ハッコ                    | 娘役 | 1980年 | 俳優                                |
| 麻木香里   | まき かおり       | 11月16日 | 青森県               | 安方中学校           |                                                                      | サヨ                      |      | 1970年 |                                     |
| 真船ゆたか | まふね ゆたか     | 9月21日  | 東京都北区           | 戸板女子高等学校     |                                                                      | ヨコちゃん                |      | 1977年 |                                     |
| 黛あきら   | まゆずみ あきら   | 12月21日 | 大阪府               | 梅花学園             |                                                                      | エミちゃん エミタン       |      | 1972年 |                                     |
| 美影淳     | みかげ じゅん     | 11月20日 | 広島県               | 鈴峯高等学校         | 先祖の名前                                                           | クラ                      |      | 1971年 |                                     |
| 水乃亮     | みずの りょう     | 8月11日  | 東京都台東区         | 共立女子学園         | 仕舞の中                                                             | マツコ                    |      | 1980年 |                                     |
| 美園ゆり   | みその ゆり       | 12月5日  | 兵庫県               | 兵庫高等学校         | 本名に関連                                                           | ミコちゃん                |      | 1972年 |                                     |
| 美波豊     | みなみ ゆたか     | 6月28日  | 兵庫県西宮市         | 大阪府立桜塚高等学校 |                                                                      | マーちゃん                |      | 1976年 |                                     |
| 峰一稀     | みね かずき       | 2月24日  | 東京都               | 実践女子学園         |                                                                      | ケイちゃん                |      | 1970年 |                                     |
| 美矢かおる | みや かおる       | 2月26日  | 東京都               | 大妻高等学校         |                                                                      | モッちゃん チーちゃん     |      | 1972年 | 娘は彩みず希                        |
| 森景かつら | もりかげ かつら   | 4月19日  | 東京都               | 十文字学園高等学校   |                                                                      | マコ                      |      | 1973年 |                                     |
| 八雲朱美   | やくも あけみ     | 11月24日 | 兵庫県神戸市         | 芦屋学園             | 本籍地                                                               | タニコ                    |      | 1981年 | 改名後・八雲あけみ（やくも あけみ） |
| 倭なつき   | やまと なつき     | 9月10日  | 東京都               | 東京家政学院高等学校 |                                                                      | ヒロミちゃん              |      | 1972年 |                                     |
| 有花みゆ紀 | ゆか みゆき       | 4月12日  | 大阪府大阪市         | 梅花学園             |                                                                      | ユッコちゃん              | 娘役 | 1975年 |                                     |
| 弓たかし   | ゆみ たかし       | 12月20日 | 兵庫県神戸市         | 成徳学園             |                                                                      | マッちゃん スズコ         |      | 1976年 |                                     |
| 美笛みつる | よしぶえ みつる   | 11月4日  | 大阪府               | 大阪府立北野高等学校 |                                                                      | ノンちゃん                |      | 1971年 | 娘は真竹すぐる                      |
| 麗莉       | りい りい         | 5月15日  | 台湾台北市           | 台北県淡江中学校     |                                                                      | アコちゃん                |      | 1972年 |                                     |
| 和歌いのり | わか いのり       | 6月10日  | 滋賀県               | 梅花学園             |                                                                      | イノさん                  |      | 1971年 |                                     |
| 渡啓子     | わたり けいこ     | 8月30日  | 兵庫県               | 武庫川学院           | バレエの芸名                                                         | ケイコ                    |      | 1970年 | 母は美咲紗千子                      |
| 渉千尋     | わたり ちひろ     | 5月15日  | 東京都               | 神奈川高等学校       | 果てを知らぬ 広大な海、 その海を大きく 活発に渉り 歩いていくように   |                           |      | 1974年 |                                     |